# 谢尔河畔塞勒
谢尔河畔塞勒（法語：Selles-sur-Cher，發音：[sɛl syʁ ʃɛʁ]），法国中部城市，中央-卢瓦尔河谷大区卢瓦-谢尔省的一个市镇，隶属于罗莫朗坦-朗特奈区，其市镇面积为25.74平方公里，2022年1月1日时人口数量为4,225人，在法国市镇中排名第2,405位。
谢尔河畔塞勒位于卢瓦-谢尔省南部，谢尔河两岸，市区南部与安德尔省接壤，是一个区域性的中心城市，多条公路在此交汇。谢尔河畔塞勒因同名奶酪而闻名，后者自1996年起获得原产地名称保护标志。

## 地名来源

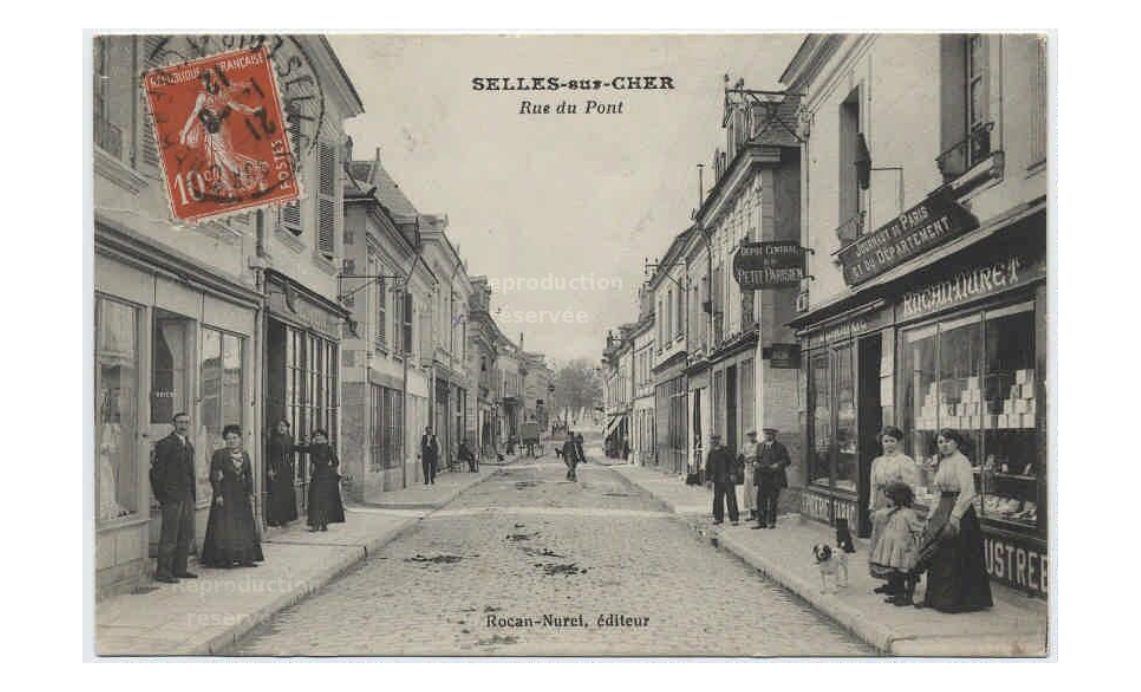
19世纪末的谢尔河畔塞勒

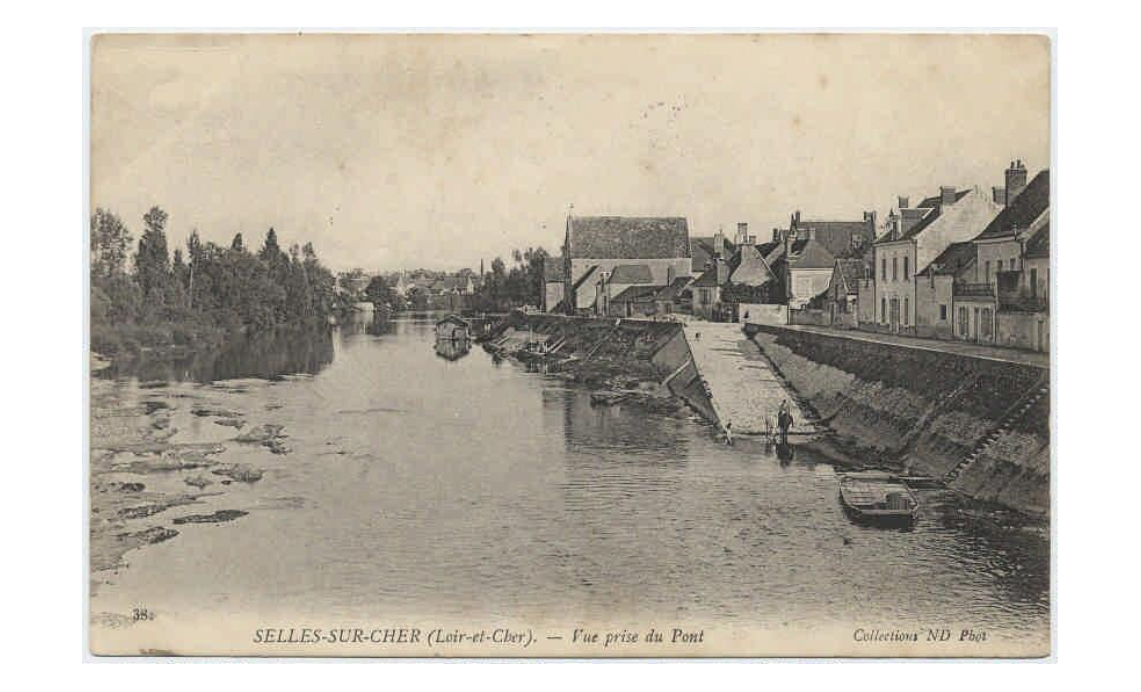
谢尔河航运码头

“Selles”一名来源于拉丁语单词“Cella”，意为“房间”，可能与当地修道院的祷告室有关，其对应的现代法语单词为“Cellule”。
此外，因翻译标准不同，“Selles-sur-Cher”在部分汉语资料中又被译为塞纳市。

## 历史
根据当地官方网站的论述，谢尔河畔塞勒境内有新石器时期的人类活动遗迹，而其可考证的建城史则始于公元六世纪，彼时，天主教圣人厄西斯（Saint Eusice）在谢尔河畔修建祷告室，公元540年左右，该区域出现了一座罗马式教堂以安放其圣镯，此后，教堂附近逐渐形成聚落。中世纪中期，谢尔河畔塞勒长期为贝里的一部分，中世纪中期为维耶尔宗家族的一处领地，后几经转手，17世纪初被贝蒂讷家族继承，其家族成员菲利普在当地一处在宗教战争期间被摧毁的修道院改建成了城堡。中世纪末期至19世纪，谢尔河畔塞勒多次遭到洪水破坏，市区建筑屡建屡毁，因此当地居民多选择安置于城墙外侧地势较高的谢尔河右岸郊区，使得当地出现了“郊区比市区历史更久远”（le faubourg est plus ancien que la ville）的特殊城市面貌。法国大革命后，谢尔河畔塞勒成为卢瓦-谢尔省的一个市镇。19世纪初期，沿谢尔河右岸开凿的贝里运河建成，途径谢尔河畔塞勒的维耶尔宗－圣皮埃尔代科尔铁路于1869年建成，并于2008年完成电气化改造，铁路的兴起使得内河航运逐渐废弃。二战后，在当地政府的组织下，谢尔河附近修建了堤坝，其河心岛亦被铲除，从而降低了当地的洪涝灾害威胁。1990年，谢尔河畔塞勒城堡一度被废弃，后于2012年被当地的历史文化爱好者购买，此后该城堡被改造成为了一座历史博物馆，向公众开放。

## 地理

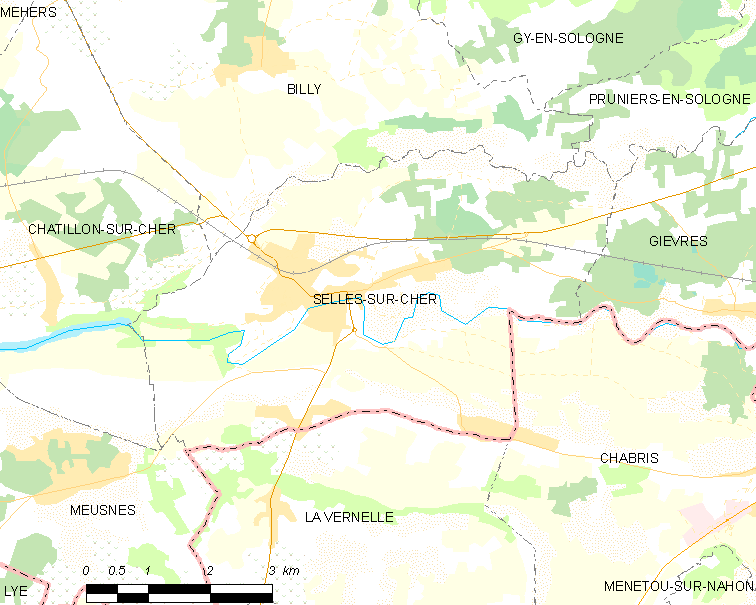
谢尔河畔塞勒市镇范围地图

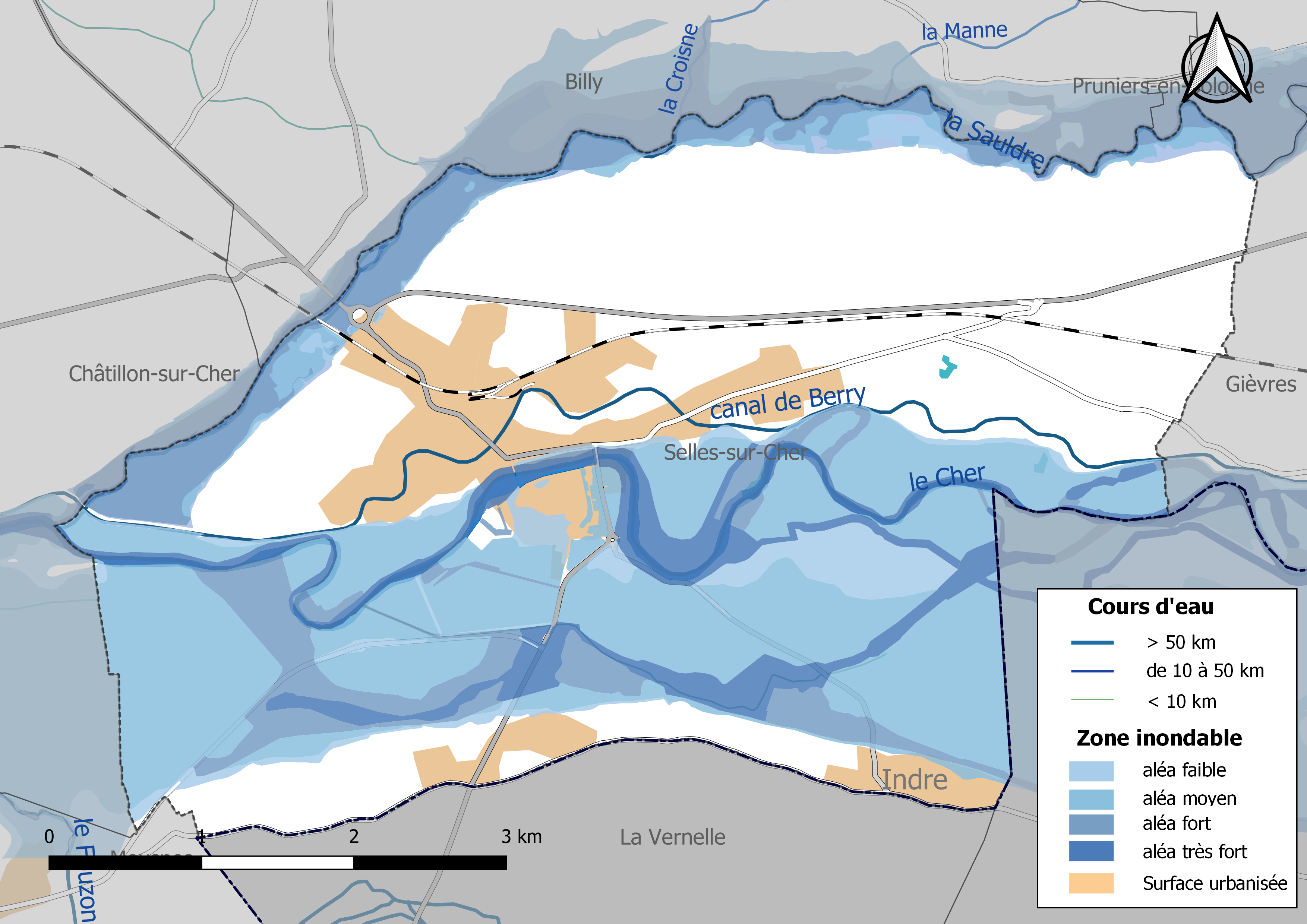
谢尔河易涝区示意图

谢尔河畔塞勒位于法国中部偏西，中央-卢瓦尔河谷大区中南部和卢瓦-谢尔省南部，距离省会布卢瓦大约42公里。与谢尔河畔塞勒接壤的市镇包括：沙布里、拉韦尔内勒、比伊、谢尔河畔沙蒂永、日耶夫尔、默讷、索洛涅地区普吕尼耶。

### 地形
谢尔河畔塞勒位于谢尔河谷，境内以平原为主，市镇中心地势较为平坦，南侧略有起伏，全境海拔在68到104米之间。

### 水文
谢尔河畔塞勒位于卢瓦尔河流域，谢尔河干流自东向西穿过镇中心，其右岸支流索德尔河在此与其交汇。

### 植被
谢尔河畔塞勒属于温带阔叶混交林区，林地多分布于城堡附近以及市区以外的谢尔河两岸。
在鲜花城市的评比中，谢尔河畔塞勒被评为2星级鲜花城市。

### 气候
谢尔河畔塞勒在柯本气候分类法中属于温带海洋性气候。
谢尔河畔塞勒境内设有气象站，以下为该气象站的数据（其中日照数据取自索洛涅地区普吕尼耶）：
| 谢尔河畔塞勒1981年－2019年 | 谢尔河畔塞勒1981年－2019年 | 谢尔河畔塞勒1981年－2019年 | 谢尔河畔塞勒1981年－2019年 | 谢尔河畔塞勒1981年－2019年 | 谢尔河畔塞勒1981年－2019年 | 谢尔河畔塞勒1981年－2019年 | 谢尔河畔塞勒1981年－2019年 | 谢尔河畔塞勒1981年－2019年 | 谢尔河畔塞勒1981年－2019年 | 谢尔河畔塞勒1981年－2019年 | 谢尔河畔塞勒1981年－2019年 | 谢尔河畔塞勒1981年－2019年 | 谢尔河畔塞勒1981年－2019年 |
| 月份                       | 1月                        | 2月                        | 3月                        | 4月                        | 5月                        | 6月                        | 7月                        | 8月                        | 9月                        | 10月                       | 11月                       | 12月                       | 全年                       |
| -------------------------- | -------------------------- | -------------------------- | -------------------------- | -------------------------- | -------------------------- | -------------------------- | -------------------------- | -------------------------- | -------------------------- | -------------------------- | -------------------------- | -------------------------- | -------------------------- |
| 历史最高温 °C（°F）        | 17.6 (63.7)                | 21.4 (70.5)                | 26.3 (79.3)                | 30.6 (87.1)                | 33 (91)                    | 37.7 (99.9)                | 37.7 (99.9)                | 41.3 (106.3)               | 35.1 (95.2)                | 29.1 (84.4)                | 22 (72)                    | 18.9 (66.0)                | 41.3 (106.3)               |
| 平均高温 °C（°F）          | 8 (46)                     | 10.1 (50.2)                | 14 (57)                    | 17.4 (63.3)                | 21.3 (70.3)                | 25.1 (77.2)                | 26.7 (80.1)                | 26.9 (80.4)                | 22.8 (73.0)                | 18.2 (64.8)                | 11.7 (53.1)                | 7.8 (46.0)                 | 17.5 (63.5)                |
| 日均气温 °C（°F）          | 4.5 (40.1)                 | 5.7 (42.3)                 | 8.3 (46.9)                 | 11.2 (52.2)                | 15.1 (59.2)                | 18.6 (65.5)                | 20.2 (68.4)                | 20.1 (68.2)                | 16.2 (61.2)                | 13 (55)                    | 7.8 (46.0)                 | 4.6 (40.3)                 | 12.1 (53.8)                |
| 平均低温 °C（°F）          | 1.1 (34.0)                 | 1.2 (34.2)                 | 2.5 (36.5)                 | 4.9 (40.8)                 | 8.9 (48.0)                 | 12 (54)                    | 13.7 (56.7)                | 13.3 (55.9)                | 9.6 (49.3)                 | 7.8 (46.0)                 | 3.9 (39.0)                 | 1.4 (34.5)                 | 6.7 (44.1)                 |
| 历史最低温 °C（°F）        | −14.1 (6.6)                | −17 (1)                    | −13.7 (7.3)                | −5.2 (22.6)                | −0.1 (31.8)                | 1.8 (35.2)                 | 6 (43)                     | 4.6 (40.3)                 | 0 (32)                     | −6.9 (19.6)                | −11.4 (11.5)               | −12.4 (9.7)                | −17 (1)                    |
| 平均降水量 mm（）          | 56.2 (2.21)                | 49.4 (1.94)                | 46.4 (1.83)                | 54.7 (2.15)                | 63.9 (2.52)                | 46.2 (1.82)                | 52.5 (2.07)                | 48.6 (1.91)                | 49.1 (1.93)                | 67.4 (2.65)                | 63.8 (2.51)                | 66.4 (2.61)                | 664.6 (26.17)              |
| 月均日照時數               | 64                         | 84.7                       | 142.9                      | 171.8                      | 197.6                      | 213.9                      | 229.8                      | 225.1                      | 180.9                      | 115.6                      | 67.1                       | 50.4                       | 1,743.8                    |
| 来源：infoclimat.fr        |                            |                            |                            |                            |                            |                            |                            |                            |                            |                            |                            |                            |                            |

## 行政区划
谢尔河畔塞勒是法国中央-卢瓦尔河谷大区卢瓦-谢尔省的一个市镇，编号为41242。谢尔河畔塞勒隶属于罗莫朗坦-朗特奈区以及卢瓦-谢尔省第二选区，管理谢尔河畔塞勒县，同时也是谢尔河谷-孔特鲁瓦市镇公共社区的组成部分。
法国国家统计与经济研究所（简称）在进行数据统计时，将谢尔河畔塞勒单独设为谢尔河畔塞勒城市核心区，但未将谢尔河畔塞勒划入任何城市区（Aire urbaine）以及城市辐射区（Aire d'attraction）内。此外，还将谢尔河畔塞勒市镇整体看作一个“块区”（IRIS），以便于统计人口分布情况。

## 交通

### 公路
卢瓦-谢尔省省道D17线、D51线、D956线和D976线在谢尔河畔塞勒境内交汇。中央-卢瓦尔河谷大区下属的城际客运提供巴士线路，可前往布卢瓦。
| 13 昂热 维耶尔宗 | 8 |

| 布卢瓦 | 42 |

| 沙托鲁 | 56 |

| 图尔 | 75 |

| 谢尔河畔自由城 | 18 |

| 维耶尔宗 | 42 |

| 罗莫朗坦-朗特奈 | 19 |

2018年，65.2%的谢尔河畔塞勒家庭拥有至少一辆私人汽车。2019年，谢尔河畔塞勒境内共发生各类交通事故1起，造成1人受伤。

### 铁路

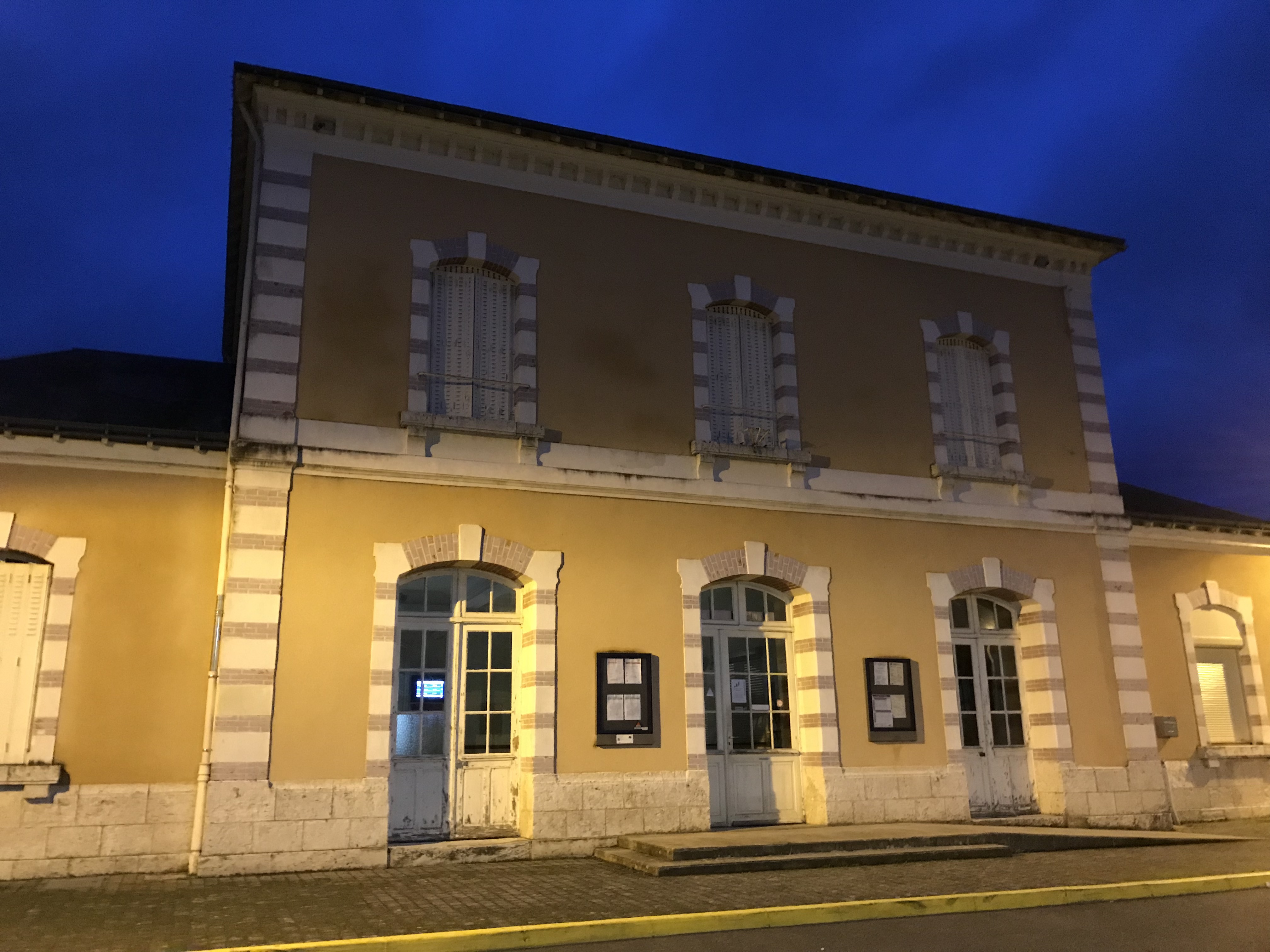
谢尔河畔塞勒火车站主站房

谢尔河畔塞勒位于维耶尔宗－圣皮埃尔代科尔铁路上。谢尔河畔塞勒站位于市区北部，停靠往返于图尔和布尔日一线的区域列车。

### 航空
距离谢尔河畔塞勒最近的民用航空站为图尔机场，距离谢尔河畔塞勒市中心的公路里程约79公里。

### 城市公共交通
截至2022年2月，谢尔河畔塞勒暂无城市公共交通系统。

## 政治

### 市政内阁

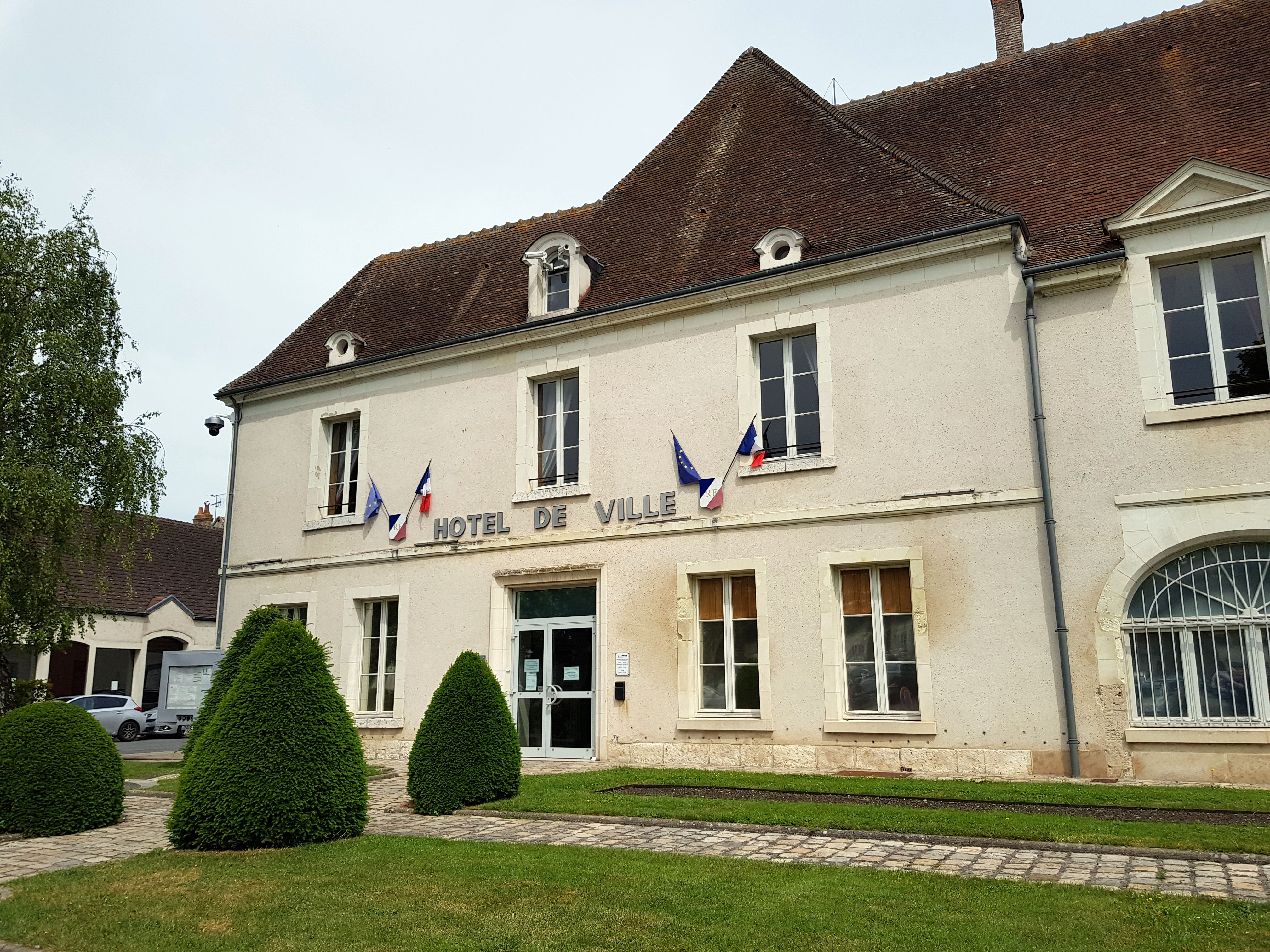
谢尔河畔塞勒市政厅

谢尔河畔塞勒的现任市长为斯泰拉·科什通女士（Stella Cocheton），她是一名右翼无党派人士，在2020年的市政选举中获得了51.89%的支持率。
| 谢尔河畔塞勒历届市长   | 谢尔河畔塞勒历届市长          | 谢尔河畔塞勒历届市长 |
| 任期                   | 市长                          | 党派                 |
| ---------------------- | ----------------------------- | -------------------- |
| （1963年以前资料暂缺） |                               |                      |
| 1963年－1989年         | Kléber Loustau 克莱贝·卢斯托  | PS社会党             |
| 1989年－1998年         | Alain Quillout 阿兰·基尤      | DVD右翼无党派人士    |
| 1998年－2001年         | Bernard Sommier 贝尔纳·索米耶 | PS社会党             |
| 2001年－2008年         | François Brault 弗朗索瓦·布罗 | DVD右翼无党派人士    |
| 2008年－2014年         | Joël Graslin 若埃尔·格拉兰    | MoDem民主运动        |
| 2014年－2020年         | Francis Monchet 弗朗西斯·蒙谢 | 無黨籍               |
| 2020年－               | Stella Cocheton 斯泰拉·科什通 | DVD右翼无党派人士    |

### 各级选举
| 谢尔河畔塞勒历届投票选举结果 | 谢尔河畔塞勒历届投票选举结果 | 谢尔河畔塞勒历届投票选举结果 | 谢尔河畔塞勒历届投票选举结果 | 谢尔河畔塞勒历届投票选举结果     | 谢尔河畔塞勒历届投票选举结果 | 谢尔河畔塞勒历届投票选举结果 | 谢尔河畔塞勒历届投票选举结果     | 谢尔河畔塞勒历届投票选举结果 | 谢尔河畔塞勒历届投票选举结果 |
| 选举项目                     | 选举范围                     | 选区单位                     | 选举结果                     | 选举结果                         | 选举结果                     | 选举结果                     | 选举结果                         | 选举结果                     | 参考资料                     |
| 选举项目                     | 选举范围                     | 选区单位                     | 第一轮胜出者                 | 第一轮胜出者                     | 支持率                       | 第二轮胜出者                 | 第二轮胜出者                     | 支持率                       | 参考资料                     |
| ---------------------------- | ---------------------------- | ---------------------------- | ---------------------------- | -------------------------------- | ---------------------------- | ---------------------------- | -------------------------------- | ---------------------------- | ---------------------------- |
| 2017年法國總統選舉           | 法國                         | 市镇                         |                              | 玛丽娜·勒庞                      | 27.04%                       |                              | 埃马纽埃尔·马克龙                | 56.18%                       | [ 21 ]                       |
| 2017年法国立法选举           | 卢瓦-谢尔省第二选区          | 市镇                         |                              | Jean-Luc BRAULT                  | 37.81%                       |                              | Jean-Luc BRAULT                  | 54.7%                        | [ 21 ]                       |
| 2019年欧洲议会选举           | 法國                         | 市镇                         |                              | Prenez le Pouvoir                | 33.82%                       | （不适用）                   | （不适用）                       | （不适用）                   | [ 21 ]                       |
| 2021年法国省级选举           | 卢瓦-谢尔省                  | 县                           |                              | DUBÉ Angélique THORIN Christophe | 28.45%                       |                              | DUBÉ Angélique THORIN Christophe | 57.37%                       | [ 22 ]                       |
| 2021年法国省级选举           | 卢瓦-谢尔省                  | 市镇                         |                              | DUBÉ Angélique THORIN Christophe | 39.52%                       |                              | DUBÉ Angélique THORIN Christophe | 76.19%                       | [ 22 ]                       |
| 2021年法国大区选举           |                              | 市镇                         |                              | Aleksandar NIKOLIC               | 27.51%                       |                              | 弗朗索瓦·博诺                    | 39.77%                       | [ 23 ]                       |

## 人口
2018年，谢尔河畔塞勒市镇人口数量为4,581，在法国排名第2,405位。其中男性2,181人，女性2,400人，75岁及以上人口占14.3%，外籍人口数量为792人，人口密度为178人/平方公里，当地居民被称为（男性）或（女性）。2019年，谢尔河畔塞勒境内出生14人，死亡人口82人。
| 谢尔河畔塞勒1901年－2019年人口变化情况 |
|                                        |
| 数据来源：Cassini、INSEE               |

## 经济

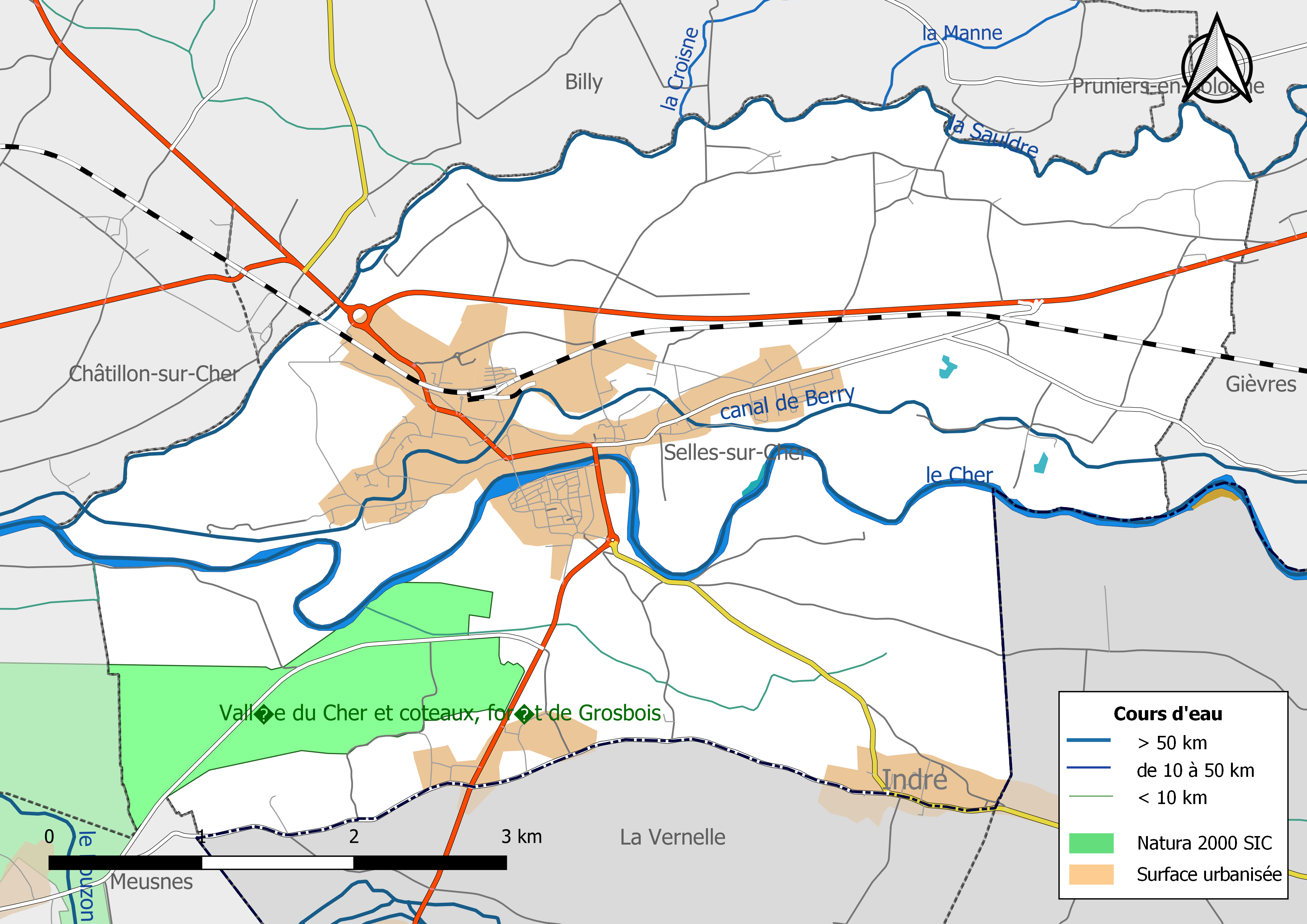
谢尔河畔塞勒土地利用情况地图

谢尔河畔塞勒是一个区域性的中心城市。截止2022年1月，谢尔河畔塞勒市镇范围内共有各类用人单位（包含自雇）547家，平均历史为16年，其中99.62%为中小型企业（PME）。（零售）、（五金销售）及（房屋保暖工程）是当地2020年营业额最高的三个企业，分别为30,394,000欧元、2,704,687欧元和2,391,674欧元。

## 财政与居民收入
2020年，谢尔河畔塞勒的财政收入总额为4,735,310欧元，财政支出总额为4,272,030欧元，当年的债务总额为3,137,310欧元。2021年，谢尔河畔塞勒共获得1,256,942欧元的国家财政补助，比上一年增加了2.45%。
2019年，谢尔河畔塞勒的人均月收入总额为1,913欧元，其中高级职员为3,151欧元，低于法国平均水平（4,230欧元）；中级职员为2,296欧元，低于法国平均水平（2,411欧元）；普通职员为1,708欧元，亦低于法国平均水平（1,740欧元）。
2018年，谢尔河畔塞勒境内的青壮年（15至64岁）失业率为19.2%，当地41.9%的家庭拥有纳税资格，平均纳税1,599欧元，低于法国平均水平（3,910欧元）。

## 社会事务

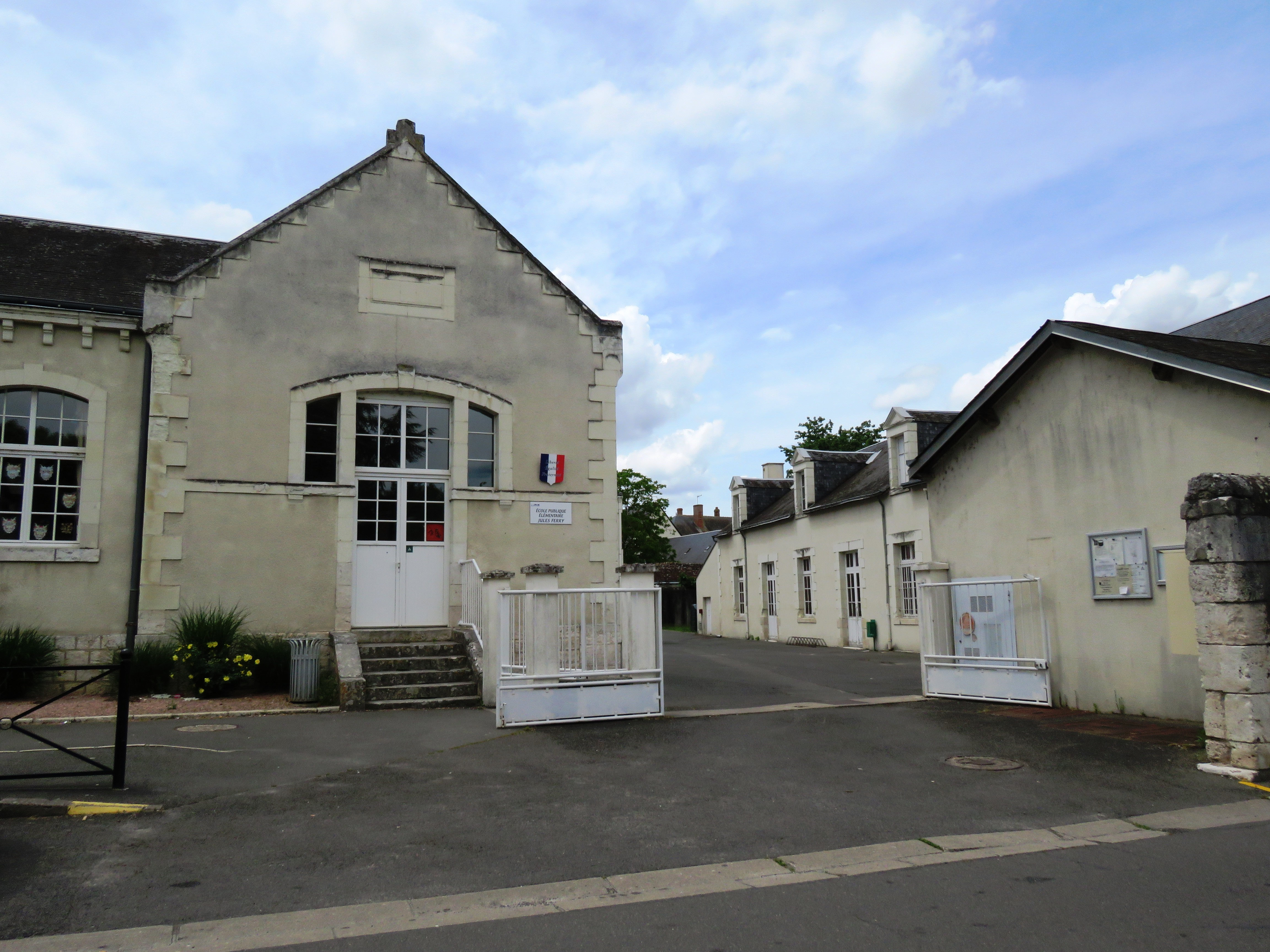
谢尔河畔塞勒的一所学校

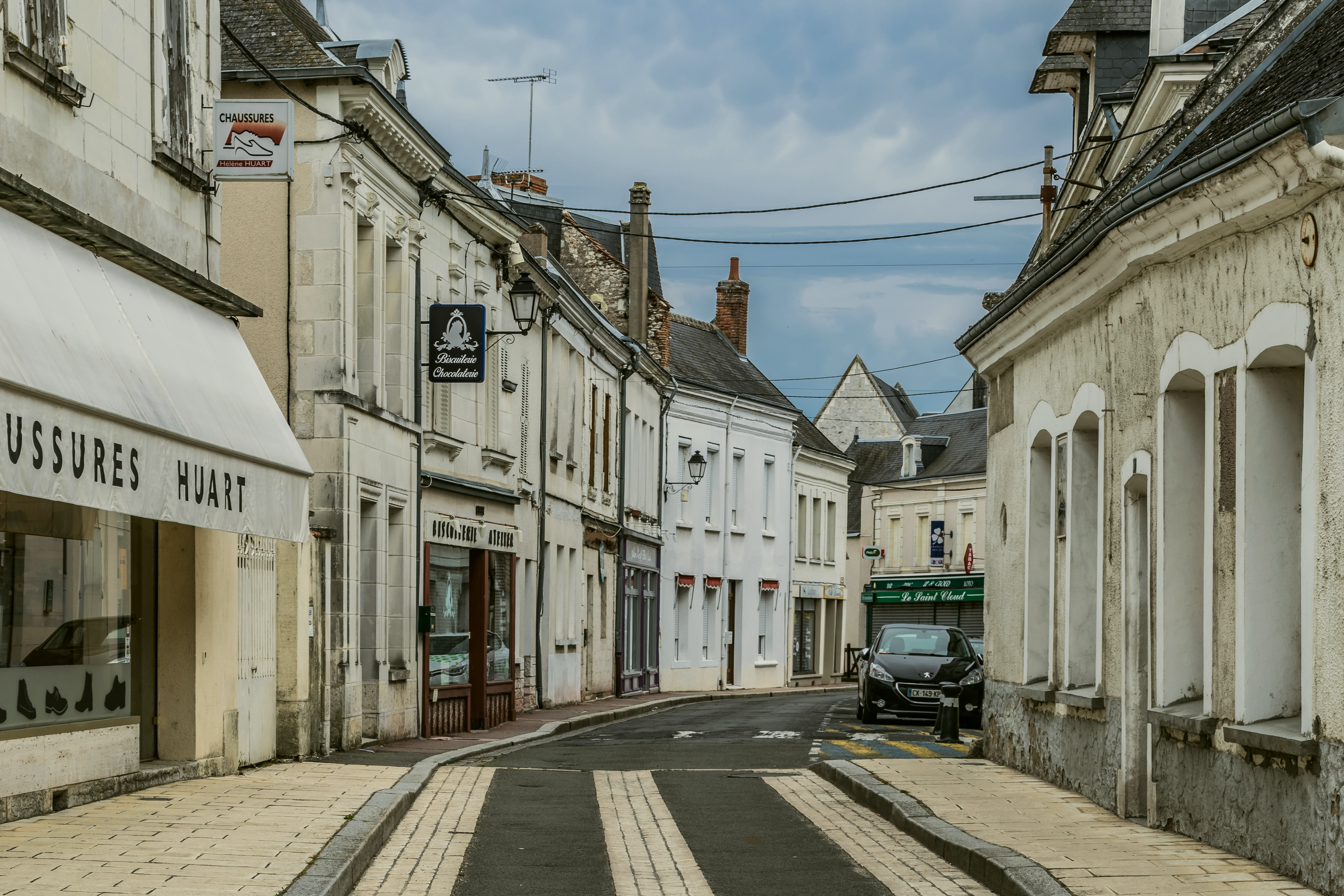
谢尔河畔塞勒格罗塞门街

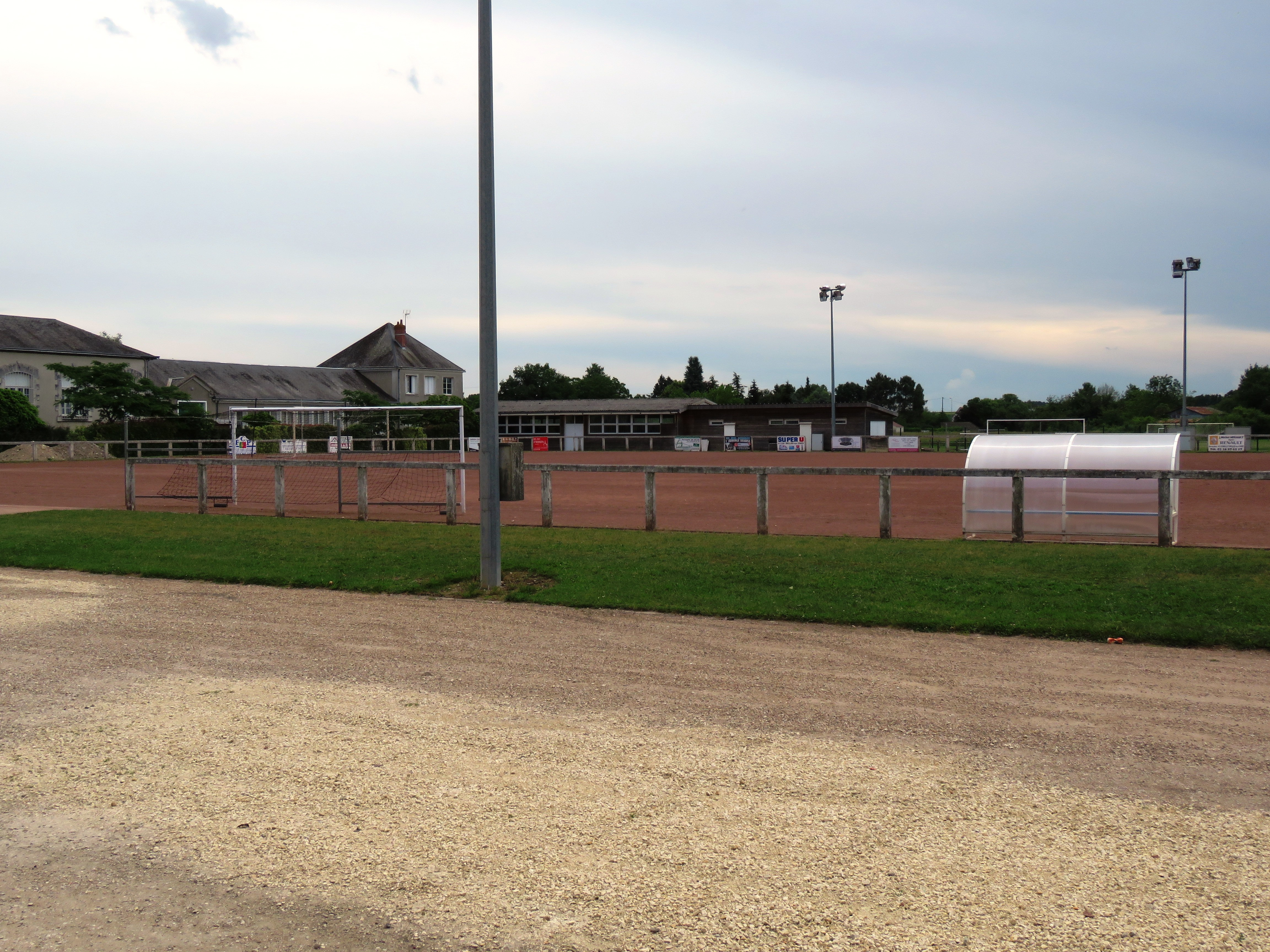
谢尔河畔塞勒球场

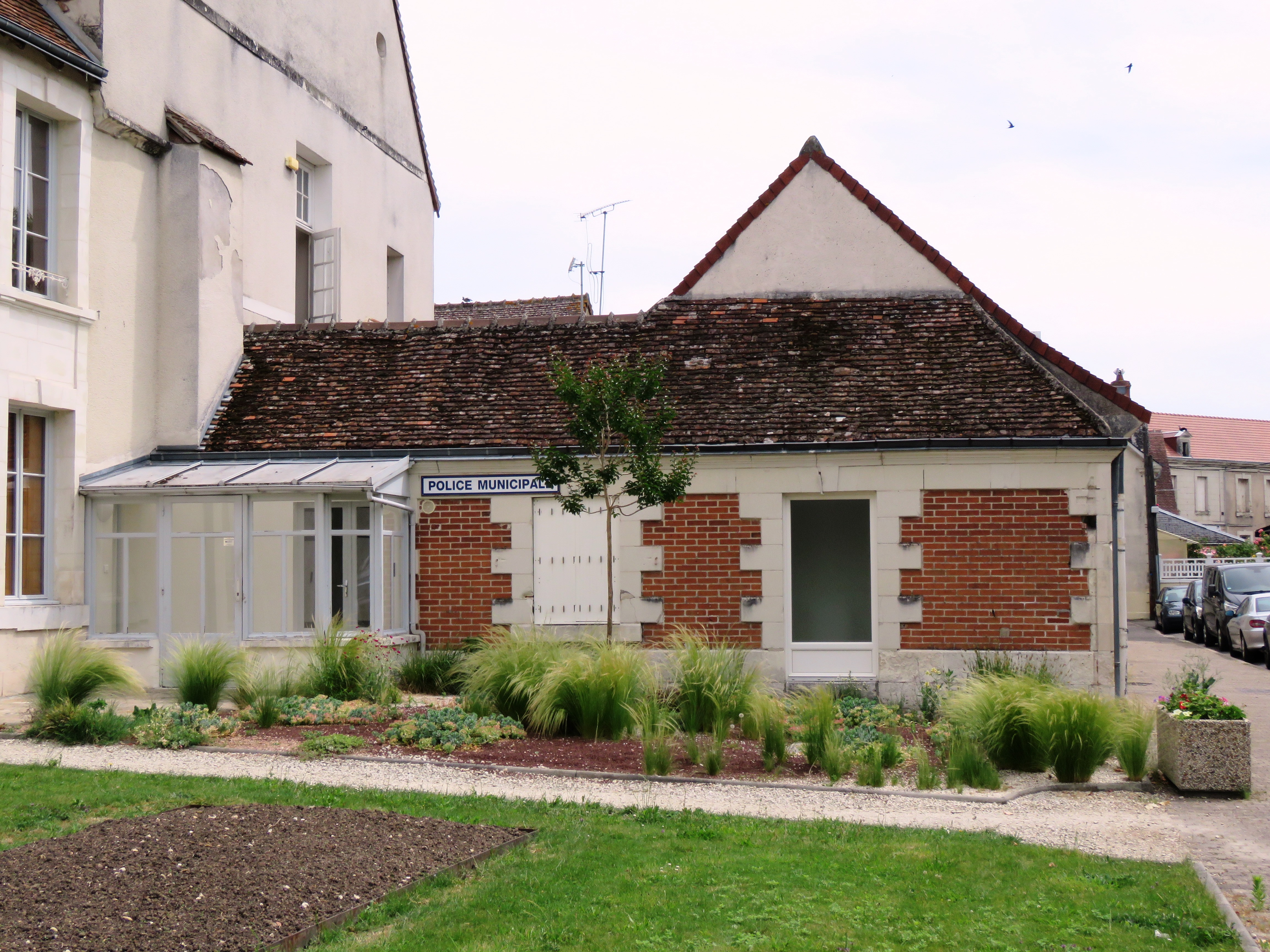
谢尔河畔塞勒警察局

### 教育
谢尔河畔塞勒属于奥尔良-图尔学区。截止2020年1月1日，谢尔河畔塞勒境内共有2所幼儿园、1所小学和1所初级中学。2018至2019学年度，谢尔河畔塞勒境内共有在校中等教育阶段学生439名。

### 医疗
截止2020年1月1日，谢尔河畔塞勒境内共有全科医生4名、保健师5名、牙医3名和护士9名。境内共有药房3家、养老院2家。
谢尔河畔塞勒中心医院（Centre Hospitalier de Selles-sur-Cher）是法国的一个区域性医疗机构，其主病区位于谢尔河畔塞勒市中心，设有床位136个，是当地规模最大的公立综合性医院。

### 住房
2018年，谢尔河畔塞勒境内共有各类住房2,622套，其中83.9%为独立式居民区，15.7%为集中式居民区。常住房屋占谢尔河畔塞勒市镇范围内居民建筑总量的76.6%。
在住房保障政策方面，2020年，谢尔河畔塞勒境内共有361户家庭获得了住房经济补助，受益人数占总人口数量的7.9%，其中330份为房租补助。

### 商业
2019年，谢尔河畔塞勒境内共有各类实体商铺96家，其中餐厅11家、大型超市2家、杂货店1家、面包房3家、肉铺3家、书店1家、装饰品店2家、银行门店3家、美容美发店7家、汽车维修店5家。市区北部区域建有开放式商业街区，有Aldi、Intermarché、Bricomarché等大型商场。

### 体育
2020年，谢尔河畔塞勒境内共有1家游泳池、1间体育馆、4处网球场、2处足球或橄榄球场以及1处篮球或排球场。
截至2022年2月，谢尔河畔塞勒境内共有两家注册足球俱乐部。谢尔河-索洛涅足球俱乐部（Cher Sologne Football，编号560140）是当地的代表性足球队，其主队2021至2022赛季参加中央-卢瓦尔河谷大区足球联赛丙组（法国第八级别），其主场莱普雷西尼球场（Stade des Pressigny）位于市区西北部的同名街区。

### 环境
谢尔河畔塞勒的环境事务由其所属的谢尔河谷-孔特鲁瓦市镇公共社区负责。2019年，谢尔河畔塞勒境内共有1家污染企业。

### 治安
2019年，谢尔河畔塞勒市镇范围内有1处宪兵队。
谢尔河畔塞勒所在地是罗莫朗坦-朗特奈国家宪兵队的管辖范围。2020年，该宪兵队辖区内共76个市镇累计发生各类案件3,240起，其中盗窃类案件1,545起，经济类案件504起，毒品交易类案件57起。

## 文化
2020年，谢尔河畔塞勒境内有1家电影院。谢尔河畔塞勒市政府提供阿兰·基尤多媒体中心（Médiathèque Alain Quillout），每周一至六向公众开放。

### 建筑
谢尔河畔塞勒境内有多处历史建筑，其中白色圣母修道院教堂、谢尔河畔塞勒城堡等为法国国家文物保护单位。

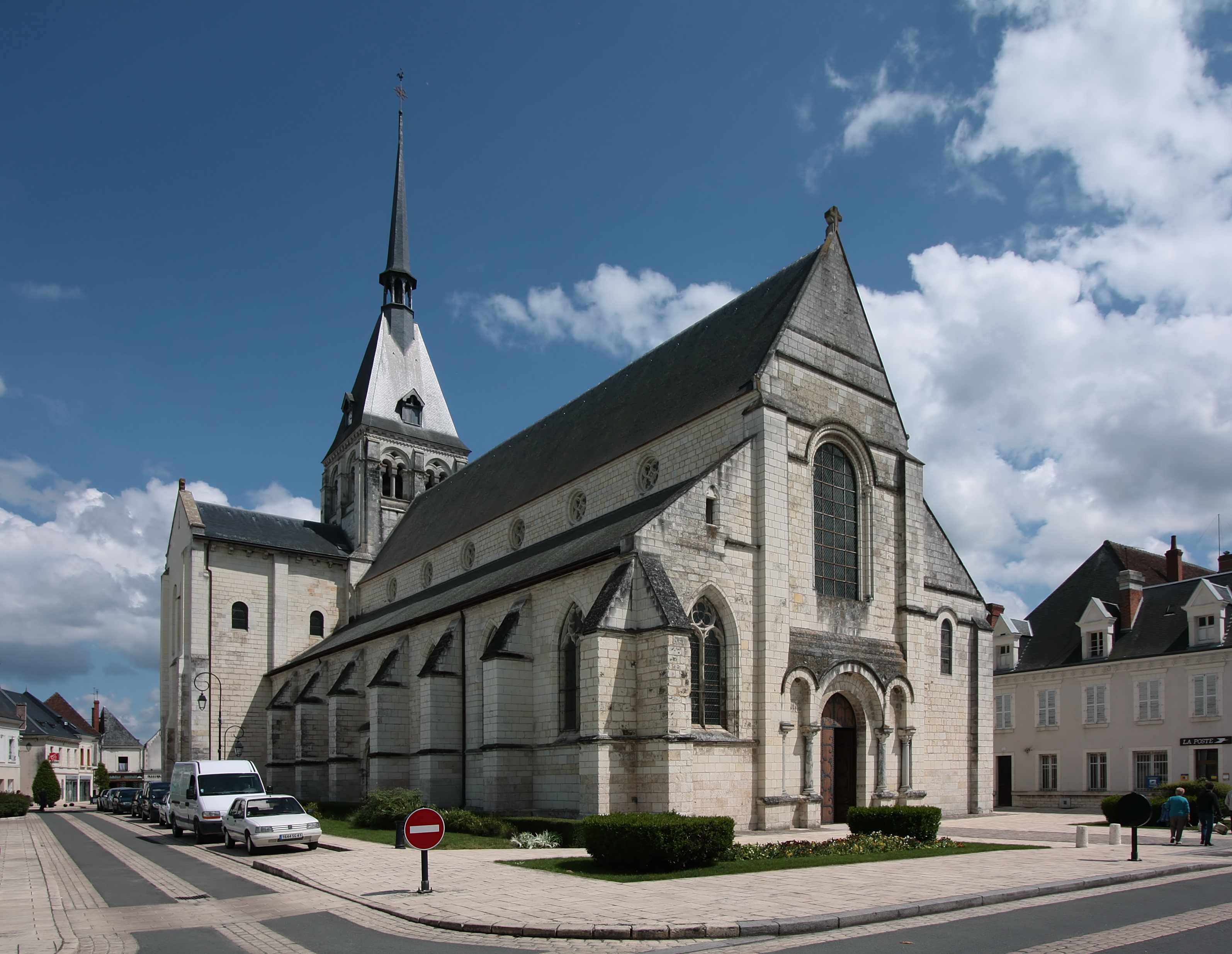
白色圣母修道院（法语：Abbatiale Notre-Dame-la-Blanche de Selles-sur-Cher）
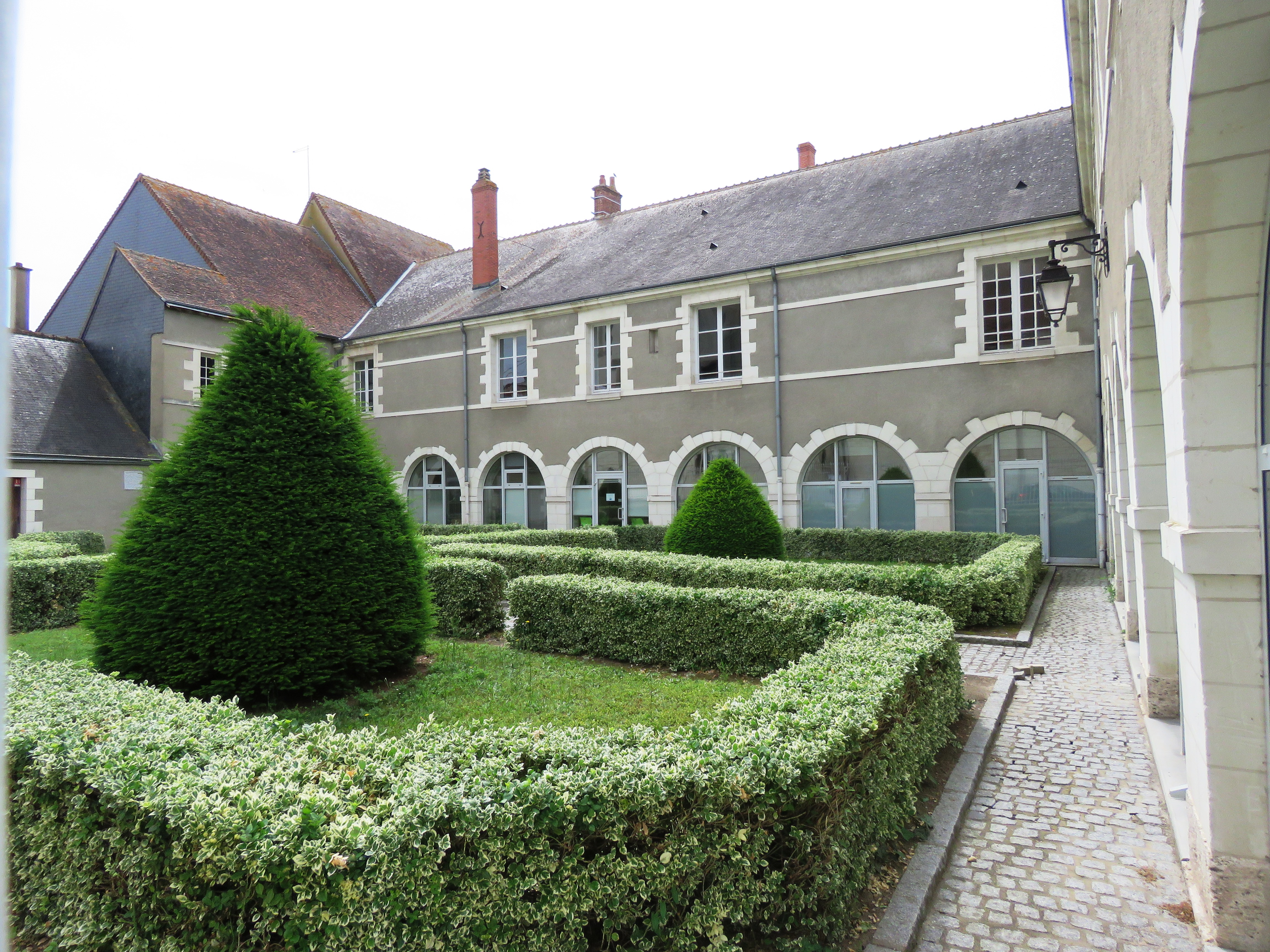
修道院庭院
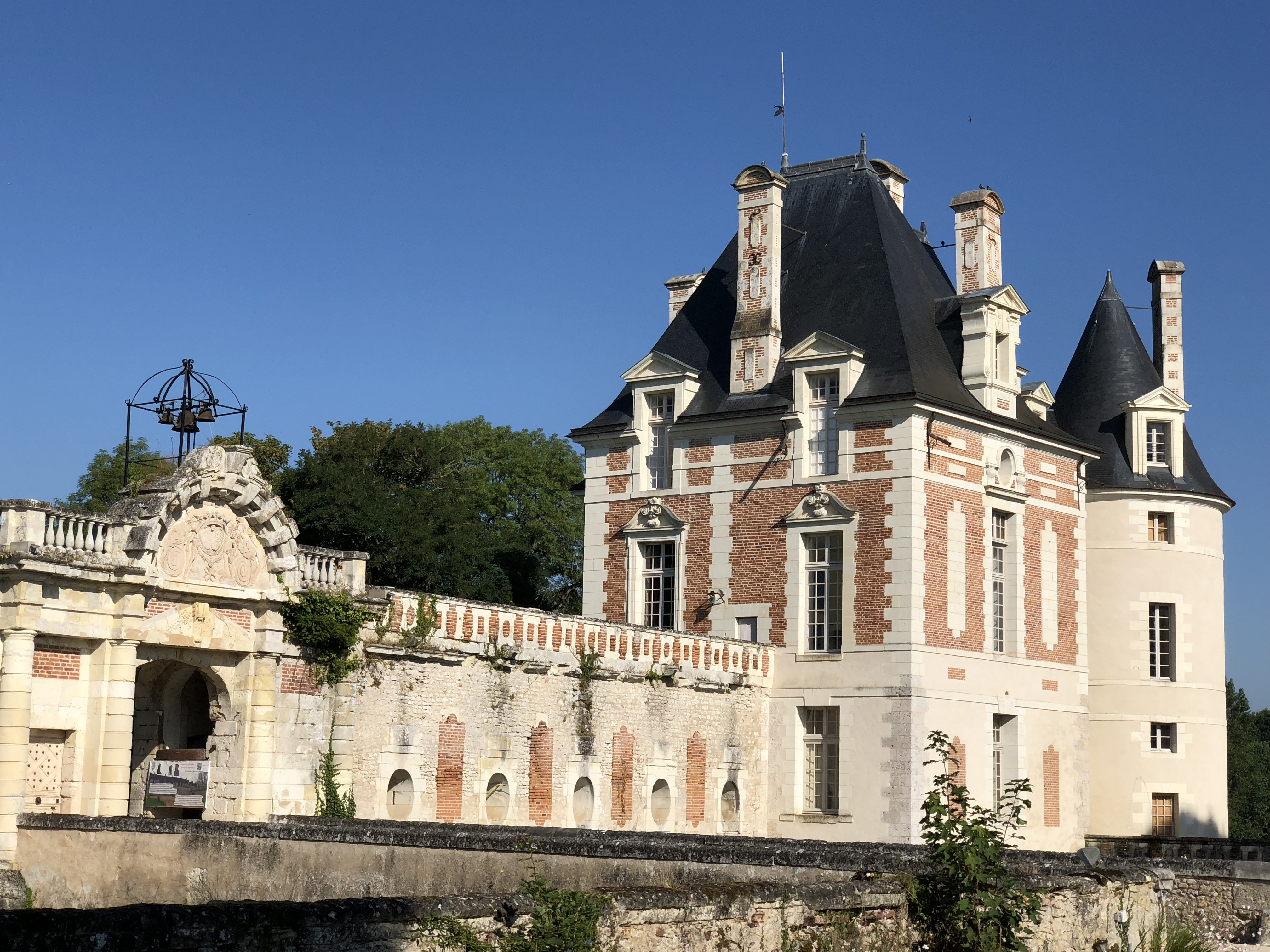
谢尔河畔塞勒城堡
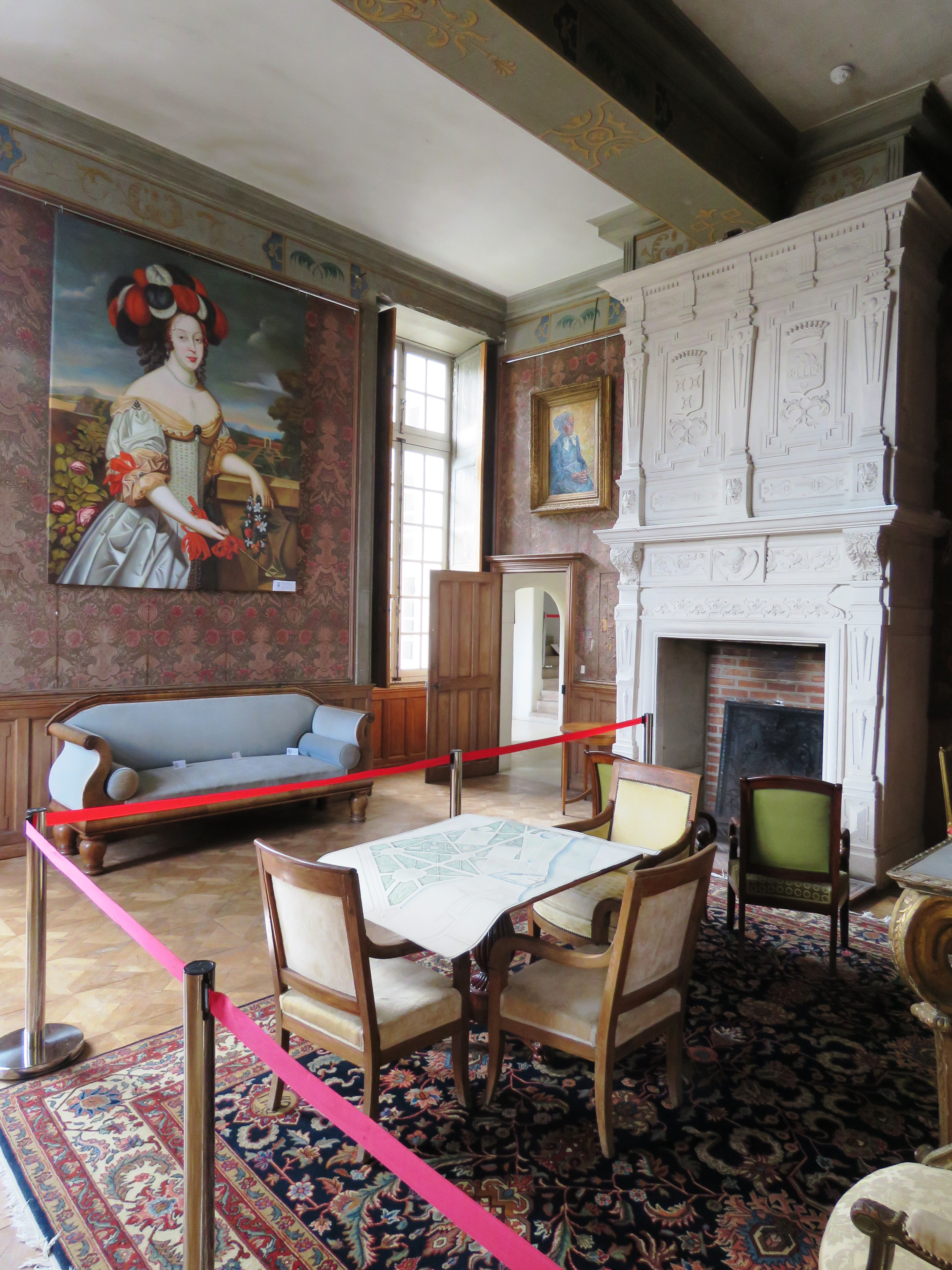
城堡内的房间
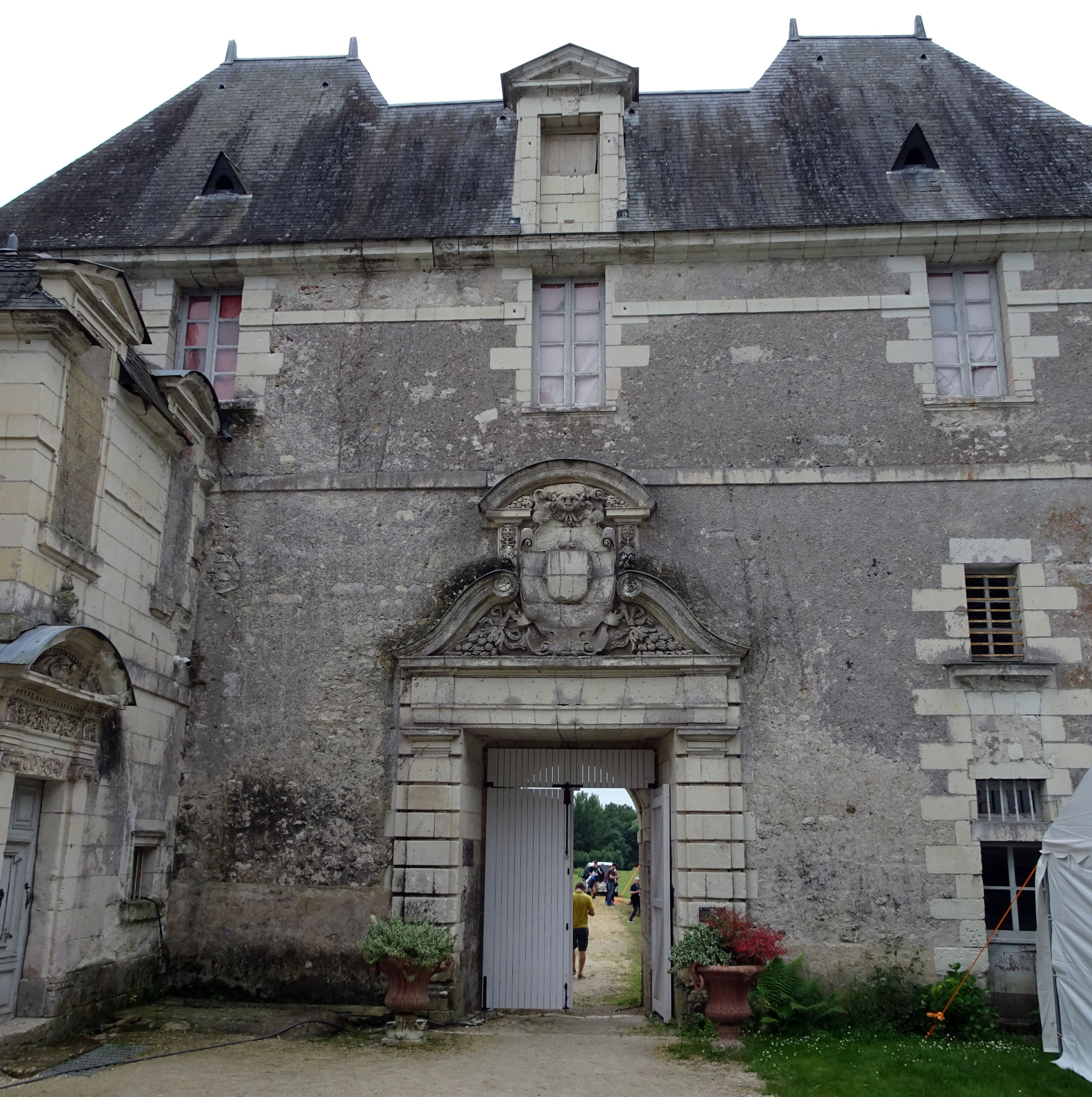
城堡排门
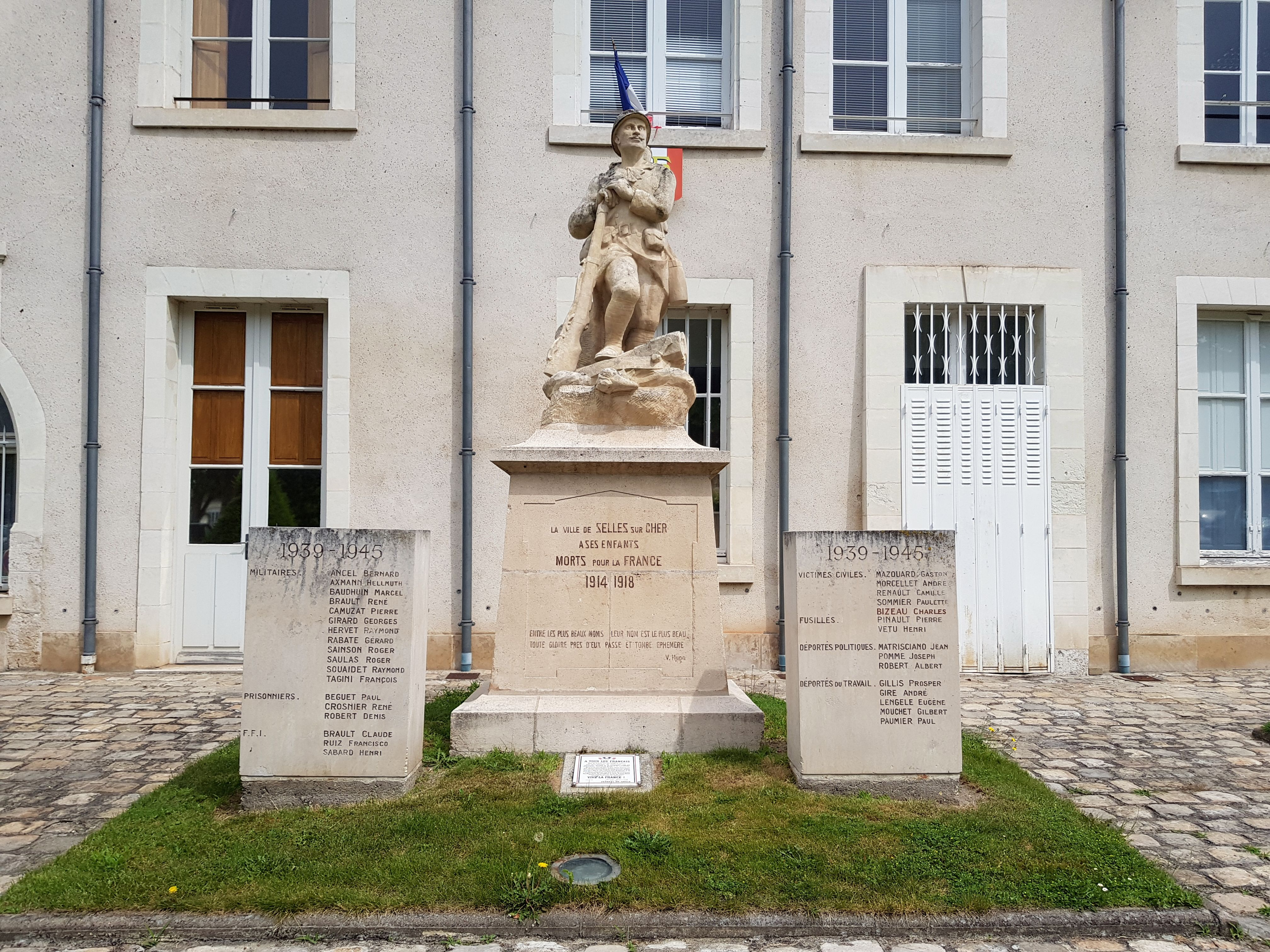
烈士纪念碑
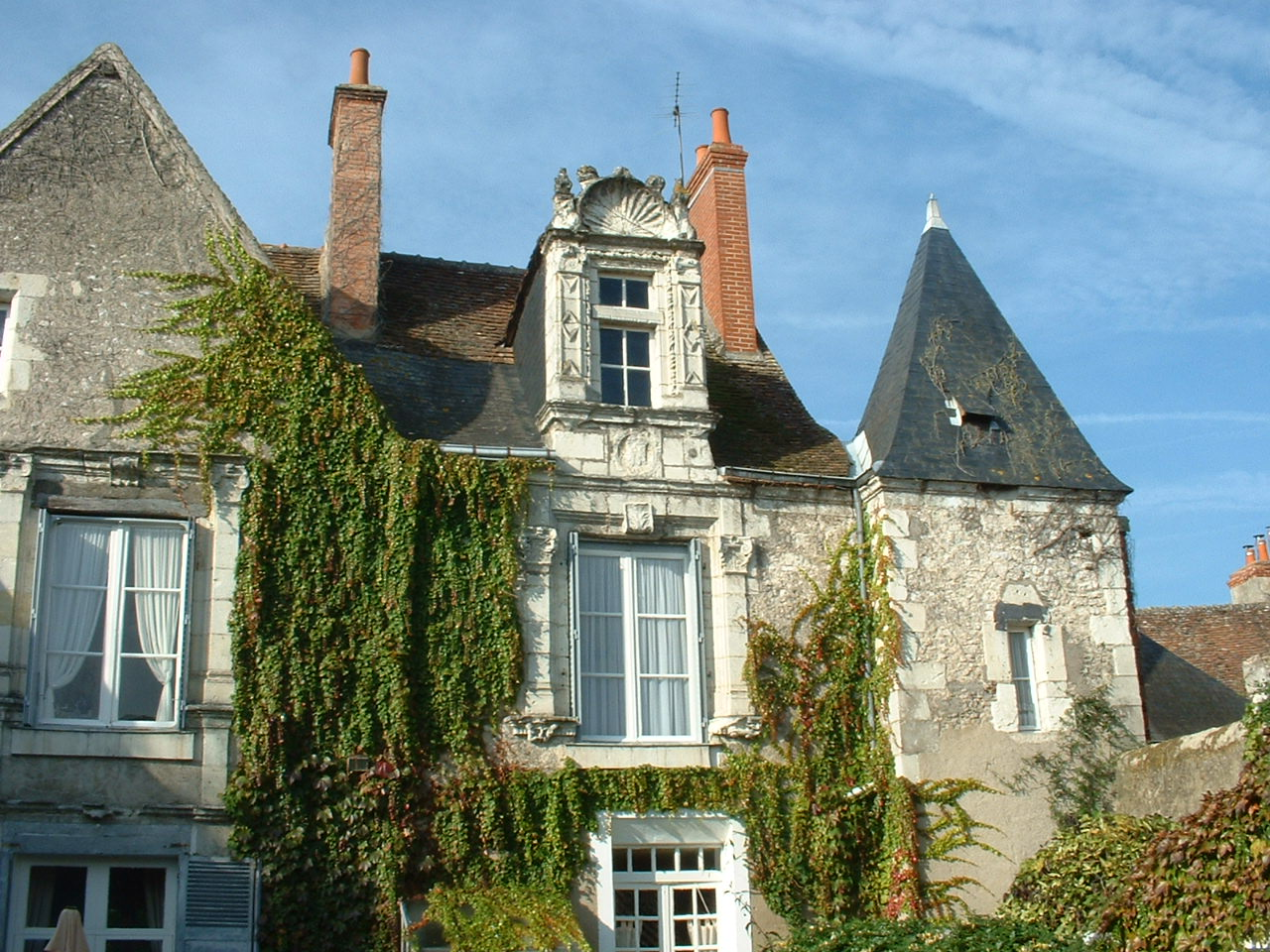
贞德故居

### 旅游
谢尔河畔塞勒的旅游事务由其所属的卢瓦-谢尔省及谢尔河谷-孔特鲁瓦市镇公共社区共同协调负责。2021年，谢尔河畔塞勒境内共有1家酒店共计5间房间；另有1个露营地，可容纳共66辆露营车。

### 媒体
法国主要的媒体均可在谢尔河畔塞勒接收，法国电视三台下属的中央-卢瓦尔河谷大区频道在部分时段播出谢尔河畔塞勒所属区域的地方新闻。图尔卢瓦尔河谷电视台、《中西部新共和国报》、蓝色法兰西贝里广播等是当地的主要地方性媒体。

## 友好城市
截至2022年2月，谢尔河畔塞勒共与一座城市互为友好城市关系：
- 德国 特拉本-特拉巴赫联合市镇（德语：Verbandsgemeinde Traben-Trarbach）